# 큰노랑어깨박쥐
큰노랑어깨박쥐(Sturnira magna)는 주걱박쥐과(신세계잎코박쥐과)에 속하는 남아메리카 박쥐의 일종이다. 볼리비아, 콜롬비아, 에콰도르, 페루에서 발견된다.

## 특징
보통 크기의 박쥐로 몸길이가 69~90mm이고 전완장이 58.4~61.6mm이다. 발 길이는 14~21mm, 귀 길이는 19~25mm이고 몸무게는 최대 67g이다. 등 쪽 털은 갈색빛 노랑부터 회색빛 갈색까지 다양하지만 배 쪽은 노랑과 갈색 또는 회색이다. 주둥이는 짧고 넓다. 잎코는 짙은 갈색 또는 거무스레한 갈색을 띠고 잘 발달해 있고 창 모양이다. 귀는 짙은 갈색 또는 거무스레한 갈색이고 짧은 삼각형 형태이고 끝이 둥글다. 핵형은 2n=30, FNa=56이다.

## 생태
먹아로 특히 가지과 나무 열매를 먹는다. 11월과 12월, 2월, 5월에 임신한 암컷이 포획된다.

## 분포 및 서식지
캄보디아와 에콰도르 동부, 페루, 브라질, 볼리비아 중서부, 브라질 아크리주에 널리 분포한다. 해발 최대 2,300m 이하의 열대 상록수림과 산지림, 저지대 숲에서 서식한다.